# Steinhagen (Nadrenia Północna-Westfalia)
Steinhagen – miejscowość i gmina w zachodnich Niemczech, w kraju związkowym Nadrenia Północna-Westfalia, w rejencji Detmold, w powiecie Gütersloh.
W 2013 liczyła 20 228 mieszkańców; w 2012 było ich 20 197.